# Juan Francisco Bulnes
Juan Francisco Bulnes é uma cidade hondurenha do departamento de Gracias a Dios.